# Bryum ellipticifolium
Bryum ellipticifolium là một loài rêu trong họ Bryaceae. Loài này được Brizi mô tả khoa học đầu tiên năm 1893.